# Wanda dos Santos
Wanda dos Santos (Sao Paulo, Brasil; 1 de junio de 1932 – Helsinki, Finlandia; 30 de junio de 2025) fue una atleta brasileña especialista en carrera con obstáculos y salto de longitud.

## Carrera

### Juegos Olímpicos
Fue la segunda atleta de Brasil de raza negra en participar en los Juegos Olímpicos, teniendo dos participaciones; la primera de ellas fue en Helsinki 1952 donde participó en el evento de salto de longitud en el que avanzó a la final terminando en la posición 22 entre 34 participantes. También participó en los 80 metros con vallas donde avanzó a las semifinales. Durante los juegos fue discriminada por ser de color.
Su segunda participación fue en Roma 1960 donde solo participó en los 80 metros con vallas en donde no pudo avanzar a las semifinales.

### Juegos Panamericanos
A nivel panamericano participó en cuatro ocasiones, la primera de ellas fue en Buenos Aires 1951 donde ganó la medalla de bronce en salto de longitud quedando detrás de las chilenas Betty Kretschmer (oro) y Lisa Peters (plata); y en el evento de 80 metros con vallas terminó en cuarto lugar en la final, a una décima de la medalla de bronce.
Su segunda aparición fue el México 1955 donde ganó la medalla de bronce en los 80 metros con vallas donde fue superada por Eliana Gaete de Chile (oro) y Bertha Díaz de Cuba (plata). Su tercera aparición fue en Chicago 1959 donde ganó la medalla de plata en los 80 metros con vallas en la que solo fue superada por Bertha Díaz, aunque terminó con el mismo tiempo que Marian Munroe de Canadá.
Su última aparición fue en su natal Sao Paulo 1963 donde ganó la medalla de bronce en los 80 metros con vallas, siendo superada por Jo Ann Terry de Estados Unidos (oro) y Jenny Wingerson de Canadá (plata).

## Muerte
Dos Santos fue hospitalizada en Helsinki el 25 de junio de 2025 por complicaciones con una diálisis, y el 30 de junio desarrolló una infección en la sangre y deshidratación, lo que le causó la muerte a los 93 años.